# DCM Film Distribution
DCM ist ein Medienunternehmen mit Sitz in Berlin, das hauptsächlich als Filmverleih und Filmproduktionsstudio agiert, zudem aber auch noch als Investor in der Berliner Startup-Szene unterwegs ist. Bekannt wurde DCM als Produzent der Bibi-&-Tina-Filme sowie als Verleih mehrerer Oscar-Preisträger wie The Artist und Moonlight.

## Geschichte
2008 gründeten die drei Schweizer Dario Suter, Christoph Daniel und Marc Schmidheiny DCM als Filmproduktion, um ihren ersten gemeinsamen Film Waffenstillstand (Schweiz, 2009) zu drehen. Die drei hatten vorher bereits maßgeblich während ihrer Zeit bei StudiVZ zusammengearbeitet. Nachdem der traditionelle Delphi Filmverleih 2010 Insolvenz anmelden musste, übernahm das Gründungstrio den bestehenden Verleih 2011 und firmierte ihn gemeinsam mit dem neuen Partner Joel Brandeis zu DCM um. 2013 erweiterte DCM seine Verleihtätigkeit auch in der Schweiz und eröffnete unter der Geschäftsführerin Stephanie Candinas ein Büro in Zürich.

## Filmverleih und Filmproduktion
Besonderen Erfolg erzielte DCM als Produzent und Verleih der Bibi-&-Tina-Filme, die unter Regisseur Detlev Buck entstanden. Neben den eigenen Produktionen hat sich DCM auf den Verleih von Arthouse-Titeln spezialisiert, unter anderem The Artist, Moonlight, Quartett, JFK Revisited – Die Wahrheit über den Mord an John F. Kennedy und Perfect Days.

## Business Angel
Durch die enge Verbindung der drei Gründer mit StudiVZ und der Berliner Startup-Szene ist DCM seit seiner Gründung zudem auch als Business Angel und Investor tätig. Zu den Investments des Unternehmens zählen unter anderem Delivery Hero, Monoqi und Book a Tiger.

## Auszeichnungen
- 2016 Verleiherpreis des Beauftragten der Bundesregierung für Kultur und Medien